# Terminologie du taekwondo WTF
Cette page contient des caractères spéciaux ou non latins. S’ils s’affichent mal (▯, ?, etc.), consultez la page d’aide Unicode.
Le taekwondo (WTF) possède une terminologie très précise, utilisant la langue coréenne, afin de nommer les parties du corps, les déplacements, les positions, les techniques d'attaque et de défense et autres, utilisés par lui ; cette terminologie est édictée par le Kukkiwon, qui est le quartier général du taekwondo WTF.
Cet article répertorie et décrit ces termes techniques. Pour romaniser les termes en hangeul, la romanisation révisée du coréen sera utilisée.

## Les parties du corps

### En tant que cibles des attaques
Les trois zones cibles des attaques sont :
| Terme en hangeul | Romanisation | Description                                                      |
| ---------------- | ------------ | ---------------------------------------------------------------- |
| 아래             | Arae         | Le niveau sous la ceinture (notamment le bas de l'abdomen)       |
| 몸통             | Momtong      | Le niveau du tronc (notamment le plexus solaire)                 |
| 얼굴             | Eolgul       | Le niveau du visage (notamment le point juste au-dessous du nez) |

### En tant que moyens d'attaque et de défense
| Terme en hangeul | Romanisation | Description  |
| ---------------- | ------------ | ------------ |
| 주먹             | Jumeok       | Le poing     |
| 손               | Son          | La main      |
| 팔목             | Palmok       | L'avant-bras |
| 팔굽             | Palkup       | Le coude     |
| 발               | Pal          | Le pied      |
| 정강이           | Jeonggangi   | Le tibia     |
| 무릎             | Mureup       | Le genou     |

#### Le poing (Jumeok)
Le poing est caractérisé par le repliement des doigts et pour son usage d'attaque.
Le poing se décline en six types :
| Terme en hangeul | Romanisation | Description                   |
| ---------------- | ------------ | ----------------------------- |
| 주먹             | Jumeok       | Le poing simple               |
| 등주먹           | Deungjumeok  | Le revers du poing            |
| 메주먹           | Mejumeok     | Le poing-marteau              |
| 편주먹           | Pyeonjumeok  | Le poing plat                 |
| 솟음주먹         | Sosumjumeok  | Le poing à jointure saillante |
| 집게주먹         | Jipkejumeok  | Le poing-pince                |

##### Le poing simple (Jumeok)
Le poing simple se forme en serrant les quatre doigts fermement repliés dans la paume de la main, la troisième phalange du pouce ensuite posée perpendiculairement sur les deuxièmes phalanges de l'index et du majeur. Le poing ne doit pas être tordu au poignet et le dos du poing doit être aligné avec l'avant-bras. Les premières phalanges des quatre doigts doivent former un angle droit avec le dos du poing.
Il est utilisé pour la frappe où seules les premières jointures de l'index et du majeur doivent être utilisées.

##### Le revers du poing (Deungjumeok)
Cette technique s'obtient exactement comme le poing simple (jumeok) ; la seule différence avec ce dernier est que le dos du poing est cette fois-ci utilisé pour l'attaque.

##### Le poing-marteau (Mejumeok)
Le poing-marteau se forme précisément comme le poing simple (jumeok), mais dans cette technique, l'attaque est portée par le côté de l'auriculaire, comme on « tape du poing sur la table ».

##### Le poing plat (Pyeonjumeok)
Ce poing est formé par le repliement, d'une manière similaire au poing simple (jumeok), des deuxièmes et troisièmes jointures des quatre doigts, leurs premières jointures n'étant que légèrement courbées afin de créer un angle intérieur de 160°. Le pouce est posé sur la deuxième jointure de l'index.
La frappe est réalisée par les deuxièmes jointures des doigts.

##### Le poing à jointure saillante (Sosumjumeok)
Ce poing ressemble à un poing qui tiendrait une noix. La deuxième jointure du majeur doit saillir des autres doigts, tout en gardant la première jointure légèrement courbée ; la troisième jointure est supportée par le bout du pouce afin que le majeur ne puisse pas rentrer lors d'un impact.
La frappe est réalisée par la deuxième jointure du majeur.

###### Variante: Jipkesosumjumeok (집게솟음주먹)
Cette variante consiste juste à remplacer le majeur par l'index.

##### Le poing-pince (Jipkejumeok)
Pour réaliser le poing-pince, il suffit, en partant de la formation du poing simple (jumeok), de tenir le pouce et l'index ouvert à l'opposé l'un de l'autre afin d'obtenir la forme d'une pince en forme de demi-cercle, et de laisser les autres doigts serrés à leur place.
L'attaque du poing-pince est double : au moyen des trois doigts repliés, il sert à donner un coup de poing ; en même temps, les deux doigts en pince attrapent la cible, notamment la gorge, la pince, puis l'arrache lorsque le poing se retire.

#### La main (Son)
La main dans les techniques de taekwondo est une main ouverte avec ses troisièmes jointures généralement légèrement courbées. Elle a beaucoup plus de parties applicables que le poing (jumeok).
| Terme en hangeul | Romanisation    | Description                                        |
| ---------------- | --------------- | -------------------------------------------------- |
| 손날             | Sonnal          | Le tranchant (côté extérieur) de la main           |
| 손날등           | Sonnaldeung     | Le revers du tranchant (côté intérieur) de la main |
| 손등             | Sondeung        | Le dos de la main                                  |
| 편손끝           | Pyeonsonkkeut   | La pointe de la main plate                         |
| 가위손끝         | Kawisonkkeut    | Les pointes des deux doigts en ciseaux             |
| 한손끝           | Hansonkkeut     | La pointe du doigt                                 |
| 모은두손끝       | Moeundusonkkeut | Les pointes des deux doigts joints                 |
| 모은세손끝       | Moeunsesonkkeut | Les pointes des trois doigts joints                |
| 모둠손끝         | Modumsonkkeut   | Les pointes des doigts joints                      |
| 곰손             | Komson          | La patte d'ours                                    |
| 바탕손           | Patangson       | La paume de la main                                |
| 굽힌손목         | Kupinsonmok     | Le poignet arqué                                   |
| 아귀손           | Agwison         | La main en arc                                     |

##### Le tranchant de la main (Sonnal)
Pour réaliser le tranchant de la main, les quatre doigts doivent être collés côte à côte, leurs troisièmes jointures légèrement recroquevillées et l'on doit faire toucher au pouce, légèrement courbé à sa première jointure, la base de l'index. Le poignet ne doit pas être tordu : la main doit être alignée avec l'avant-bras.
La partie applicable dans les techniques est le côté de l'auriculaire de sa base jusqu'au poignet.

##### Le revers du tranchant la main (Sonnaldeung)
La formation du revers du tranchant de la main est pareille à celle du tranchant de la main (sonnal), le seul changement étant ici que le pouce est rentré à l'intérieur de la main.
Les parties utilisables sont la première jointure du pouce et la base de l'index.

##### Le dos de la main (Sondeung)
Pour utiliser le dos de la main, on forme cette dernière comme on la forme pour le tranchant de la main (sonnal), mais l'on peut toutefois avoir les doigts relativement détendus.
On utilise ici tout le dos de la main et les dos des doigts.

##### La pointe de la main plate (Pyeonsonkkeut)
La pointe de la main est formée tel le tranchant de la main, mais l'index, le majeur et l'annulaire doivent être solidement attachés côte à côte et leurs pointes doivent être bien droites.
Les pointes de l'index, du majeur et de l'annulaire sont utilisées.
Trois positions de la main sont possibles :
- La main est perpendiculaire au sol — Se-unpyeonsonkkeut (세운편손끝)
- La paume de la main est dirigée en bas — Eopeunpyeonsonkkeut (엎은편손끝)
- La paume est dirigée vers le haut — Jeojhinpyeonsonkkeut (젖힌편손끝)

##### Les pointes des deux doigts en ciseaux (Kawisonkkeut)
L'index et le majeur sont déployés de part et d'autre, comme pour figurer des ciseaux, et l'annulaire et l'auriculaire sont repliés à l'intérieur de la paume de la main, la deuxième jointure de l'annulaire devant être soutenu par le pouce.
Les parties utilisables sont donc les pointes de l'index et du majeur.

##### La pointe du doigt (Hansonkkeut)
Pour obtenir cela, il suffit de déployer l'index comme si l'on voulait désigner quelque chose au loin et de faire solidement soutenir au moyen du pouce la deuxième jointure du majeur, replié, comme l'auriculaire et l'annulaire, dans le creux de la main.
On doit évidemment utiliser la pointe de l'index.

##### Les pointes des deux doigts joints (Moeundusonkkeut)
Moeundusonkkeut, aussi bien pour sa formation que par ses parties applicables, est exactement pareil à kawisonkkeut, la seule différence étant que l'index et le majeur sont collés côte à côte.

##### Les pointes des trois doigts joints (Moeunsesonkkeut)
Afin d'obtenir les pointes des trois doigts joints, il est nécessaire de coller les bouts de l'index et de l'annulaire, puis de poser sur eux le majeur, tout en joignant légèrement les deux doigts restant repliés dans la paume de la main, à savoir le pouce et l'auriculaire. Les trois doigts joints forment alors un triangle.
On utilise les pointes des trois doigts joints.

##### Les pointes des doigts joints (Modumsonkkeut)
Il faut, pour avoir modumsonkkeut, joindre ensembles les cinq doigts au niveau de leur bout en courbant légèrement, le pouce à part, leurs premières jointures.
La partie applicable est les pointes des cinq doigts joints.

##### La patte d'ours (Komson)
La main en « patte d'ours » se forme comme le poing plat (pyeonjumeok), seulement, les quatre doigts sont ici plus repliés que pour le poing plat.
L'attaque se fait avec les troisièmes jointures des doigts, comme l'ours donne un coup de patte, en égratignant de l'extérieur vers l'intérieur.

#### L'avant-bras (Palmok)
| En hangeul | Romanisation | Description                                     |
| ---------- | ------------ | ----------------------------------------------- |
| 안팔목     | Anpalmok     | Le côté intérieur (radius) de l'avant-bras      |
| 바깥팔목   | Bakkatpalmok | Le côté extérieur (ulna) de l'avant-bras        |
| 등팔목     | Deungpalmok  | Le dos (côté dos de la main) de l'avant-bras    |
| 밑팔목     | Mitpalmok    | La face (côté paume de la main) de l'avant-bras |

#### Le pied (Pal)
| En hangeul | Romanisation | Description                                             |
| ---------- | ------------ | ------------------------------------------------------- |
| 앞축       | Apchuk       | Le bol du pied                                          |
| 뒤축       | Dwichuk      | La partie postérieure de la plante du pied              |
| 발끝       | Palkkeut     | La pointe du pied                                       |
| 발날       | Palnal       | Le tranchant du pied (côté extérieur du pied)           |
| 발날등     | Palnaldeung  | Le revers du tranchant du pied (côté intérieur du pied) |
| 뒤꿈치     | Dwikkumchi   | Le talon                                                |
| 발바닥     | Palbadak     | La plante du pied                                       |
| 발등       | Paldeung     | Le dessus du pied                                       |

## Note et référence
1. ↑  Le site du Kukkiwon